# Zareczcza (rejon orszański)
Zareczcza (biał. Зарэчча; ros. Заречье, Zarieczje) – wieś na Białorusi, w obwodzie witebskim, w rejonie orszańskim, w sielsowiecie Mieżawa.
W pobliżu znajduje się przystanek kolejowy Kryniczyna, położony na linii Orsza – Lepel.